# Leucania adjuncta
Leucania adjuncta är en fjärilsart som beskrevs av Walker 1869. Leucania adjuncta ingår i släktet Leucania och familjen nattflyn. Inga underarter finns listade i Catalogue of Life.